# Victor Rebengiuc
Victor George Rebengiuc (n. 10 februarie 1933, București, România) este un actor român de film, teatru, radio, televiziune și voce, care a adus o contribuție importantă la dezvoltarea teatrului și cinematografiei românești. Este cunoscut și ca activist al societății civile.

## Biografie

### Generalități
Din 1957, a fost membru al Teatrului Bulandra, jucând în peste 200 de roluri numai pe această scenă. După performanța sa în Pădurea spânzuraților în regia lui Liviu Ciulei, Rebengiuc a devenit o figură majoră în cinematografia românească și a devenit cunoscut mai ales pentru apariția sa în 1986 în Moromeții lui Stere Gulea. De asemenea, el a jucat în filmele lui Dan Pița (Tănase Scatiu, Dreptate în lanțuri, Faleze de nisip, Omul zilei) și Lucian Pintilie (De ce trag clopotele, Mitică?, Balanța, Prea târziu, Paradisul ultimelor opriri, Niki și Flo, Tertium non datur). Pe scenă Rebengiuc a jucat în piesele regizate de: Liviu Ciulei, Radu Penciulescu, Andrei Șerban, Cătălina Buzoianu, Yuri Kordonsky, Gábor Tompa, Alexandru Dabija și alții. Fost soț al actriței Anca Verești, este căsătorit cu actrița Mariana Mihuț, colega sa de la Bulandra.
Viața lui Rebengiuc în regimul comunist i-a oferit o perspectivă anticomunistă, iar unele dintre filmele sale din anii 80 au fost cenzurate sau interzise de oficialii țării. În 1989 a participat la Revoluția Română, făcând parte din cei care au intrat în clădirea Televiziunii Române. Ulterior, Rebengiuc a vorbit  împotriva forțelor politice despre care a crezut că reprezintă moștenirea regimului comunist în societatea modernă și a cerut condamnarea retrospectivă a comunismului. A avut o scurtă carieră în politică și, de la mijlocul anilor 1990, a susținut organizații non-guvernamentale.
A fost rector al  Universității Naționale de Artă Teatrală și Cinematografică „Ion Luca Caragiale” din București și director al Teatrului Bulandra.  Descris drept unul dintre „monștrii sacri ai teatrului și filmului românesc”, în 2008 i-a fost acordat un doctorat onorific din partea UNATC. Pentru popularitatea sa în România, el a primit o ofertă de la Pixar și a asigurat vocea personajului Charles Muntz în 2009 pentru versiunea românească a filmului Up.

### Primii ani
Născut în București, Rebengiuc a crescut într-o familie modestă. După ce părinții lui s-au separat când Rebengiuc avea trei ani, el și fratele său mai mic au fost crescuți de bunicii lor materni. A crescut în perimetrul orașului, în cartierele oamenilor cu venituri mici și, așa cum își amintește, familia sa fiind nevoită să schimbe mai multe locuințe din motive financiare. Ei au locuit în Dristor, apoi în Chiajna, Rahova, Dealul Spirii și, în cele din urmă, în nordul Bucureștiului. Tatăl său, Gheorghe, pe care cei doi fii l-au întâlnit rar, a fost ucis în al Doilea Război Mondial,  murind  în Bătălia de la Stalingrad, în 1942.  Victor și fratele său au primit ulterior o pensie. Mama sa a lucrat ca funcționar și, chiar înainte de pensionare, era angajată a Ministerului Transporturilor. Rebengiuc consideră că și-a dobândit calitățile actoricești pe cale genetică, de la tatăl său. El a menționat într-un interviu: „Am fost îndurerat de absența tatălui meu și, într-un fel, m-am simțit mereu ca și cum ar fi ceva lipsit, deși legătura dintre noi nu era puternică.”
A urmat cursurile școlii gimnaziale în București, apoi studiile secundare la Liceul militar din Predeal, liceu căruia îi este recunoscător pentru că a insuflat în el un sentiment de disciplină și apoi Școala medie de electrotehnică, din nou în București.
După o perioadă de colaborare cu o trupă de amatori din zona Vitan, în 1952 Rebengiuc a intrat la Institutul de Teatru, la clasa Aura Buzescu, actriță care, alături de Clody Bertola, i-a inspirat tehnica de actorie. Printre artiștii care l-au modelat, Rebengiuc amintește și actorii sovietici Mihail Jarov și Ruben Simonov, ale căror interpretări în filme el le-a urmărit îndeaproape, și colegul său mai mare, actorul Radu Beligan: „Când am început jucam la amatori, îl imitam pe Beligan. [...]  Doar când am dat examen la Institut, mi s-a spus «mă, tu îl imiți pe Beligan!». Și atunci mi-am dat seama și am căutat să scap de chestia asta.”
A absolvit în 1956, iar după un stagiu de șase luni la Teatrul Național din Craiova, s-a întors la București, stabilindu-se în vecinătatea Grădinilor Cișmigiu și începând lucrul la Bulandra. Rebengiuc era la acea vreme într-o relație cu actrița Anca Verești, cu care s-a căsătorit în 1960, divorțând cinci ani mai târziu. A debutat scenic în 1956, pe scena Teatrului Național din Craiova, cu rolul Contele Almaviva din Bărbierul din Sevilla, rol pe care îl jucase și în Institut urmat, la scurt timp, de Jack Worthing din Ce înseamnă să fii onest de Oscar Wilde, ambele spectacole în  regia lui Vlad Mugur.
Primul rol de teatru al lui Rebengiuc a fost Biff în piesa Moartea unui comis voiajor de Arthur Miller în regia lui Dinu Negreanu, despre care, mai târziu, actorul își amintește că era netalentat și promovat din motive politice. De asemenea, el povestește că pregătirea pentru acest rol a făcut-o cu Liviu Ciulei, acest lucru fiind unul dintre  puținele aspecte pozitive ale producției. În același timp, a început o colaborare cu Teatrul Mic și cu regizorul Radu Penciulescu, fiind împreună cu actorii Leopoldina Bălănuță, George Constantin și Olga Tudorache, unul dintre primii actori care au participat la proiect. Rebengiuc a apărut în mai multe producții experimentale ale lui Penciulescu: Doi pe un balansoar de William Gibson, Tango de Sławomir Mrożek și Richard al II-lea de William Shakespeare.  Criticul de teatru Simona Chițan a văzut colaborarea ca un aspect al liberalizării după anii realismului socialist: „Penciulescu și Rebengiuc au deschis astfel [...] o perioadă fastă a teatrului românesc: repertoriul se lărgise, se jucau piese străine, nu numai sovietice, erau puși în scenă autori moderni la vremea respectivă.”

### Primele roluri majore
Rebengiuc a debutat în cinematografe în 1956 cu filmul Mîndrie și a continuat cu roluri minore în mai multe filme, inclusiv Furtuna din 1960, adaptată de Andrei Blaier după o lucrare a lui Titus Popovici, Poveste sentimentală a lui Iulian Mihu (după Horia Lovinescu) și Darclée, povestea biografică a cântăreței de operă Hariclea Darclée. În 1965, Victor Rebengiuc îl interpretează pe Apostol Bologa, personajul central din filmul lui Ciulei Pădurea spânzuraților (adaptare după romanul omonim a lui Liviu Rebreanu). Filmul a câștigat premiul pentru cel mai bun regizor la Festivalul de film de la Cannes, și a fost primit cu ovații în picioare la Festivalul de Film de la Acapulco din Mexic.
S-a îndrăgostit de actrița Mariana Mihuț, cu care s-a căsătorit în 1965. Ei au un fiu, Tudor, născut în 1975, care a ajuns un  arhitect cunoscut.
De când a devenit cunoscut publicului, Rebengiuc s-a consacrat drept unul dintre principalii actori ai generației sale și a câștigat laude atât pentru tehnica sa, cât și pentru abilitățile sale naturale. Filosoful Andrei Pleșu a scris despre el următoarele: „Victor Rebengiuc poate juca strălucit orice rol, pentru că nu joacă niciodată rolul "artistului". Singurul "semnal" al angajării sale specifice e, poate, cristalinitatea inconfundabilă a rostirii, dicția tranșantă, atenția înnăscută față de limpezimea emisiei vocale și a mesajului. Și nu e vorba de afectarea obișnuită a scenei, de grija pedantă, artificială, pentru efectul sonor, pentru impostația virilă a vocii. E vorba de respectul pentru text, pentru interlocutor și pentru limbă. Talentul lui Victor Rebengiuc decurge, înainte de toate, dintr-un anumit cult pentru adevăr [...] și dintr-o rarisimă înzestrare pentru firesc.”
Actorul recunoaște că are o teamă de improvizație și povestește că s-a pregătit intens pentru fiecare dintre rolurile sale. Colaborând cu importanți regizori de scenă precum Ciulei, Cătălina Buzoianu și Andrei Șerban, Rebengiuc a câștigat faimă pentru performanțele sale în adaptările pieselor de teatru shakespeariene (Orlando în Cum vă place, Brutus în Iulius Caesar, rolul principal în Richard al II-lea) ca și în cele ale lui Henrik Ibsen (Bernick în Stâlpii societății și personajul principal din Rosmersholm), Anton Cehov (Mihail Lvovici Astroff în Unchiul Vania), Oscar Wilde (Jack în Importanta de a fi onest),  Eugene O'Neill (Lungul drum al zilei catre noapte, Luna pentru cei dezmoșteniți) și Tennessee Williams (Stanley Kowalski în Un tramvai numit dorință). Înainte ca Penciulescu să plece în Suedia, el și Rebengiuc au lucrat și la versiunea Bulandra a piesei Vicarul de  Rolf Hochhuth.
După debutul său în cinematografie, Rebengiuc a devenit o prezență regulată pe ecran. Următorul său film a fost Nay-dalgata nosht din 1967, de regizorul bulgar Vulo Radev, unde a jucat alături de Nevena Kokanova ca prizonier britanic. Doi ani mai târziu, sub conducerea lui Mihai Iacob, Rebengiuc a jucat în  Castelul condamnaților. La sfârșitul anilor 1960 și 1970 a fost prezent în două adaptări pe ecran după lucrările scriitorului clasic român Ion Luca Caragiale (Cadou și O scrisoare pierdută). În 1972 și 1973, el a jucat două adaptări după scrierile lui Titus Popovici: Conspirația și Departe de Tipperary. De asemenea, în 1973, a apărut în filmul Dimitrie Cantemir în regia lui Gheorghe Vitanidis și, în anul următor, a avut unul dintre rolurile principalele în Zidul lui Constantin Vaeni. Rebengiuc a avut, de asemenea, rolul principal în 1976 în Tănase Scatiu (o adaptare a ciclului literar "Comăneștenilor" lui Duiliu Zamfirescu), care a fost prima sa colaborare cu regizorul Dan Pița. Doi ani mai târziu, el a apărut în Cianura și picătura de ploaie a lui Manole Marcus, în Buzduganul cu trei peceți de Vaeni și Profetul, aurul și ardelenii de Dan Pița. În 1979 a fost distribuit în Un om în loden, în regia lui Nicolae Mărgineanu.
La sfârșitul anilor '70, Rebengiuc a trebuit să apară și într-o serie de producții de film pe care le recunoaște că erau de o calitate scăzută și că, în principal, erau pline de  principiile ideologice noi impuse de regimul comunist și de președintele Nicolae Ceaușescu (vezi Tezele din iulie).  De exemplu, el citează Buzduganul cu trei peceți, unde a portretizat personajul principal, Mihai Viteazul. Din filmele comuniste bazate pe viața lui Mihai, Rebengiuc spune: "Mihai Viteazul era însuși Ceaușescu cu barbă, mustață și cușmă și ceea ce scotea pe gură erau cuvântări ale lui Ceaușescu". Rebengiuc spune că nu are nici un regret că nu a fost invitat să joace în filme similare regizate de Sergiu Nicolaescu.
El recunoaște că a reușit să scape de majoritatea altor forme de susținere a cultului personalității liderului comunist, dar indică faptul că, fără permisiunea lui, mai multe dintre spectacolele sale au fost luate în considerare la concursuri în cadrul festivalurilor comuniste și că i-au fost trimise o serie de diplome pentru diferitele sale roluri. Își amintește că a refuzat să participe la festivalul Cântarea României, o formă cvasi-obligatorie la nivel național de competiție socialistă în domeniul artelor: „Nu am putut și am spus nu, domnule. [Au spus:] «Păi, dacă nu te duci te dăm afară.» Dă-mă afară! Ei, nu m-au dat.”

### Anii 1980 și Revoluția
În anii '80 a avut mai multe roluri în producțiile românești, începând cu filmul lui Pintilie din 1981 De ce trag clopotele, Mitică?, unde a jucat rolul Pampon, unul din rolurile principale, în timp ce soția lui, Mihuț, a fost distribuită ca iubita lui Pampon, Mița Baston. Pintilie, care a planificat producția de-a lungul câtorva ani, a povestit mai târziu că intenționa să-l distribuie pe Toma Caragiu în rolul lui Pampon și chiar a vorbit cu actorul înaintea de moartea acestuia în cutremurul din 1977. Deși acțiunea filmului se petrecea în timpul Belle Époque, și se baza pe piesa lui Caragiale, atmosfera sumbră a filmului și tonul ireverențios făceau aluzie la realitățile României comuniste, lucru care a determinat interzicerea lui înainte de premieră. Cooperarea dintre actor și regizor a cimentat prietenia lor: Rebengiuc îl numește pe Pintile „un mare regizor” și declară că îl iubește „ca pe un frate”.

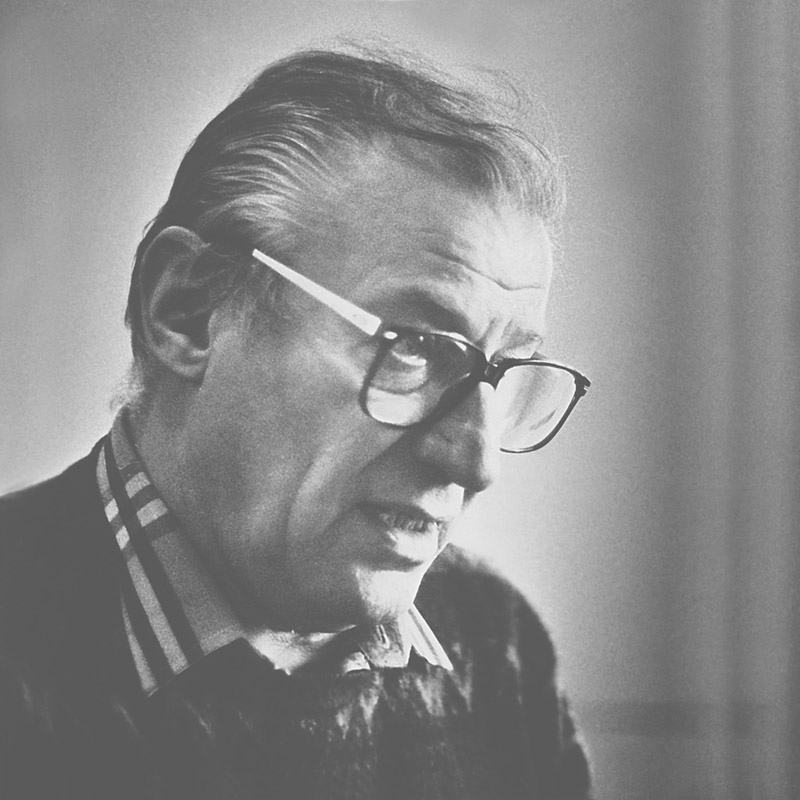
Victor Rebengiuc în 1992

În 1983, Rebengiuc a apărut în Dreptate în lanțuri în regia lui Dan Pița. În același an, a colaborat cu Pița și la Faleze de nisip, bazat pe scenariul lui Bujor Nedelcovici. A jucat rolul chirurgului Theodor Hristea, care, după ce câteva dintre lucrurile sale sunt furate, se implică în anchetă și conduce interogarea unui om aparent nevinovat. Critica subtilă a autorităților a iscat un scandal: la câteva zile după ce Faleze de nisip a avut premiera, Nicolae Ceaușescu a vorbit în fața oficialilor Partidului Comunist Român din Mangalia, semalându-l ca o încălcare a cerințelor ideologice; ca rezultat, a fost interzis în cinematografe.
În 1986, Rebengiuc a fost figura centrală în filmul Moromeții, în regia lui Stere Gulea, o adaptare a cărții lui Marin Preda. Performanța sa a fost apeciată, Rebengiuc a fost privit ca identificându-se cu personajul său, țăranul patriarhal și rigid, Ilie Moromete.  Rebengiuc a declarat în repetate rânduri că s-a simțit nesigur de participarea sa la film, indicând faptul că el era un citadin și că avea cunoștințe limitate despre lumea rurală. El a fost inițial considerat nepotrivit, dar a reușit să-l convingă pe regizor după ce s-a pregătit pentru acest rol, petrecând o lună în județul Teleorman, unde a locuit printre țărani. Rolul Moromete i-a adus lui Rebengiuc mai multe premii, printre care unul care i-a fost înmânat în timpul Festivalului de Film de la San Remo din Italia, și a câștigat laudele lui Pintilie. La scurt timp după aceea, a fost alături de Manuela Hărăbor și Adrian Pintea în Pădureanca a lui Nicolae Mărgineanu.
În decembrie 1989, Rebengiuc a participat la Revoluția Română, care a reușit să răstoarne regimul Ceaușescu și să pună capăt dominației Partidului Comunist. S-a alăturat mulțimii de revoluționari care s-au îndreptat spre clădirea Televiziunii Române și a exprimat mesaje anticomuniste în fața camerelor de filmat. La începutul anului 1990, el s-a raliat cu protestatarii Golani din Piața Universității, exprimându-și opoziția față de partidul de guvernământ postcomunist, Frontul Salvării Naționale.

### Anii 1990 și începutul anilor 2000
După sfârșitul comunismului, Rebengiuc a continuat să acționeze în producțiile cinematografice. În 1992, el a jucat ca primar al satului în filmul premiat al lui Pinilie, Balanța, rol pe care îl "mic, dar consistent". Replica sa din film "americanii sunt cei mai proști oameni din lume" este amintită ca o reflecție ironică a naționalismului fiind recuperat în discursul comunist și anti-capitalist.
În anul următor, el a fost în distribuția Cel mai iubit dintre pământeni, o altă adaptare după Marin Preda. Cel de-al doilea film al lui Pintilie cu Rebengiuc în rol principal, drama Prea târziu, a fost nominalizată la Palme d'Or; filmul vorbește despre nereușitele justiției din România postcomunistă iar Rebengiuc a jucat rolul lui Picior de Elefant. În 1997, el a jucat în Omul zilei, bazat pe un scenariu de  Radu F. Alexandru, iar în 1999, alături de actori maghiari și români, a jucat în filmul lui Gábor Tompa, Apărarea chineză. De asemenea, Rebengiuc a jucat în rolul Grigore Cafanu în filmul lui Pintilie Terminus Paradis (1998), premiat Marele Premiu al Juriului la Festivalul de Film de la Veneția.
El a fost, de asemenea, sporadic prezent pe scenă la Bulandra, și a declarat că nu a fost interesat să joace în teatru experimental, indicând faptul că nu se potrivea cu gustul său. Între 1990 și 1996 a fost rectorul Institutului de Teatru. Vorbind în 2005, el a spus că obiectivul său final este de a fi "un mare actor", declarând că asta implică "să joc un rol și să nu am nimic să-mi reproșez după aceea. Să joc fără nici o pată, fără greșeală, asta mă face să continui".
A jucat rolul Caliban în producția din 1991 de la Bulandra Furtuna de William Shakespeare, unde a apărut alături de colegul său, Ion Caramitru. A jucat în mai multe roluri principale în piese clasice și, pentru rolul Nick Bottom din Visul unei nopți de vară în regia lui Ciulei, a primit premiul UNITER. A avut mai multe roluri principale în piese ale unui ovaționat regizor de teatru, Silviu Purcărete: Horazio în Teatrul Comic al lui Carlo Goldoni, Pelasgus în Suplicantele a lui Eschil și rolul principal în Regele Lear al lui Shakespeare. În 2001, Rebengiuc și soția lui au apărut împreună în Unchiul Vania al lui Anton Cehov, produs de Bulandra de către regizorul rus Yuri Kordonski. În același an, a fost Fetisov în Colonelul Pasăre al lui Hristo Boicev și a apărut în Așteptându-l pe Godot a lui Samuel Beckett (regizat de Alexandru Dabija și Gábor Tompa).
Rebengiuc a apărut, de asemenea, în prima sa producție majoră de televiziune, Tandrețea lăcustelor, adaptată de Dan Necșulea după un scenariu de Eugene Pretorian și difuzată de TVR1 în 2003. A ilustrat viețile oamenilor bogați și puternici după Revoluție, care își investesc energiile în subminarea pozițiilor celorlalți. În acelasi an, el a colaborat din nou cu Pintilie, jucand cu Răzvan Vasilescu în Niki si Flo, jucându-l pe colonelul Niki Ardelean. Personajul său, este descris de  însuși Rebengiuc, ca fiind  "un om modest, dar care își cunoaște propria valoare" este exasperat de intruziunea continuă a lui Flo în viața sa și, în cele din urmă, se oprește la crimă. Rebengiuc spune că lucrul cu scenaristul Cristi Puiu l-a impresionat. În 2004, el și Puiu au colaborat la filmul de scurt metraj "Țigările și cafeaua", care a primit Ursul de Aur la Festivalul Internațional de Film de la Berlin. Rebengiuc, care a portretizat unul dintre cele trei personaje (Tatăl), se declară "mulțumit" de colaborare, și că a trebuit să lucreze cu "unul dintre cele mai bune" texte. Această interpretare a câștigat, de asemenea, premii la Festivalul Internațional de Film Transilvania de la Cluj-Napoca și la Festivalul de Film Anonimul în Delta Dunării.

### Sfârșitul anilor 2000
Cu echipa de la Bulandra, el a fost distribuit în rolul Tatăl din Șase personaje în căutarea unui autor de Luigi Pirandello, în regia lui Liviu Ciulei. Rebengiuc a fost lăudat de criticul Valentin Dumitrescu că "acoperă printr-o prestație remarcabilă gama de tragic-grotesc și mit decanonizat al unei condiții insurmontabile". Rebengiuc a jucat într-o altă producție a lui Pintilie, Tertium non datur (pe baza unei povestiri a lui Vasile Voiculescu), jucând rolul Generalului. A colaborat cu Kordonsky la alte trei producții de scenă: Căsătoria după Nikolai Gogol, Conu' Leonida față cu reacțiunea după Ion Luca Caragiale, care a fost prezentată doar o singură dată, în timpul unei festivități UNESCO la Bușteni, și Inimă de câine după Mihail Bulgakov, unde era Preobrazhenski. Această ultimă piesă a fost prezentată și a avut succes la Teatrul József Katona din Budapesta în toamna anului 2007. Rebengiuc și-a reluat activitatea în producțiile de televiziune, apărând în scurte seriale  La Urgență (difuzat de TVR 1 în 2006-2007), și în mai multe episoade la Pro TV în Cu un pas înainte.
La începutul anului 2008, a fost Willy Loman în producția Bulandra Moartea unui comis voiajor (regia Felix Alexa) A apărut din nou alături de Mihuț, care a interpretat-o pe Linda, în ceea ce a fost anunțat ca fiind revenirea sa în lumea teatrului. În timpul acelei perioade, Rebengiuc, împreună cu Gheorghe Dinică și Marin Moraru, a primit titlul de Doctor honoris causa de la Institutul de Teatru.
În perioada 2007-2008, Rebengiuc a fost distribuit în două filme: După EA și Nunta mută, producția de debut a prietenului și colegului său Horațiu Mălăele. De asemenea, a lansat o versiune audiobook a lui Lev Tolstoi "Moartea lui Ivan Ilici". În februarie, chiar înainte ca actorul să împlinească 75 de ani, jurnaliștii Simona Chițan și Mihaela Michailov au publicat De-a dreptul Victor Rebengiuc, o carte dedicată carierei sale actoricești, editată de Humanitas. Rebengiuc, care a discutat despre credința sa creștină în interviuri, a început să aplice măiestria sa ca actor la  difuzarea religioasă, cu citiri ale Psalmilor.
Performanța sa în rolul Willy Loman a fost răsplătită cu un alt premiu UNITER în aprilie 2009. În același an, Rebengiuc a apărut în filmul lui Călin Netzer, Medalia de onoare, iar interpretarea sa ca erou de război fără voie a fost premiată la Festivalul de Film de la Torino și la Festivalul Internațional de Film de la Salonic. Rolul i-a adus un alt premiu pentru cel mai bun actor masculin la Festivalul de Film Transilvania, ediția 2010, unde a fost invitat de onoare. În octombrie 2010, a primit premiul Prometheus Opera Omnia pentru performanță artistică, acordat de Fundația Anonimul.
S-a angajat într-o colaborare cu Teatrul Național București (TNB), în rolul Joe Keller în Toți fiii mei de Arthur Miller în regia lui Caramitru. Criticul de teatru Silvia Dumitrache, care a numit spectacolul "plin de viață și dinamică, tensionat și tulburător", subliniază faptul că Rebengiuc a creat un portret "destul de pozitiv" al unui rol negativ, servind pentru a arunca "o lumină și mai tragică asupra piesei". Rebengiuc a fost, de asemenea, liderul unei alte producții TNB, Legenda Marelui Inchizitor, adaptată de Radu Penciulescu după parabola eponimă a lui Feodor Dostoievski. Criticul Dan Boicea, care a menționat că producția se bazează pe monologurile lui Rebengiuc, a susținut de asemenea: "Rebengiuc nu exagerează cu nimic, e pasional prin blândețe, e ritos prin felul în care își menajează energia, arătând că are rezerve de atac și arme ascunse. Nu răbufnește la climax, deși ar fi putut să cadă în acest păcat."
În 2011 a fost al doilea actor după Florin Piersic care a primit o stea pe "Walk of Fame" din București.

## Politică

### Primele cauze
Într-un interviu din 2005 în Dilema Veche, Victor Rebengiuc a spus: "Am o singură certitudine: societatea comunistă este rea. După o experiență nefericită de câteva zeci de ani, mi-aș pune mâna în foc asupra acestei probleme." În ciuda faptului că a fost confruntat cu campanii de recrutare înainte de 1989, Rebengiuc nu s-a alăturat niciodată Partidului Comunist Român și a simțit că rolul său din Inimă de câine a fost unul "reprezentativ", datorită subtilităților anticomuniste din piesa lui Mihail Bulgakov.
Rebengiuc a exprimat pentru prima oară mesajul său politic în timpul Revoluției Române, când a fost prezent în clădirea Televiziunii Române. Într-un moment memorabil, el a arătat spre cameră o rolă de hârtie igienică, îndemnând privitorii și membrii personalului din televiziune care au promovat cultul personalității lui Ceaușescu să se șteargă la gură. În 2008, Rebengiuc a reamintit: "Voiam de mult să fac acest gest și cred că a fost cel mai potrivit moment. Știu că am luat multă lume prin surprindere. Le-am spus că oamenii care au mâncat rahat și care ne-au umplut ochii, viața și urechile cu Ceaușescu în sus și cu Ceaușescu în jos ar cam trebui să dispară. Hârtia aia trebuia să șteargă niște urme. Mă lupt încă cu morile de vânt".
La 1 mai 1990, la începutul evenimentelor Golaniada, Rebengiuc a citit un "Protest al intelectualilor români", exprimând solidaritatea cu studenții adunați în Piața Universității în opoziție cu Frontul Salvării Naționale. Protestul a fost semnat de 27 de personalități culturale, printre care militanți ai societății civile (Gabriel Andreescu, Doina Cornea, Radu Filipescu), jurnaliști (Cornel Nistorescu, Octavian Paler), eseiști (Gabriela Adameșteanu, Ana Blandiana, Petru Creția, Ștefan Augustin Doinaș, Ion Bogdan Lefter, Romulus Rusan), artiști vizuali (Horia Bernea, Sorin Dumitrescu, Mihai Stănescu), actori (Irina Petrescu, Florin Zamfirescu, Mariana Mihuț), muzicieni (Corneliu Cezar, Teodor Grigoriu, Johnny Răducanu), oameni de știință (Edmond Nicolau) și regizori (Lucian Pintilie). Documentul a lăudat Proclamația de la Timișoara, prin care atât revoluționarii din 1989, cât și Golaniada au cerut o aplicare a lustrației în politica românească și au subliniat continuitatea dintre cele două forme de protest stradal.
După 1990, Rebengiuc a rămas un critic al succesorului Frontului Salvării, Partidul Social Democrat. El a simțit că "partidului care a fost la putere imediat după Revoluție nu i s-a schimbat decât denumirea și conducerea superioară, atât. Oamenii însă erau legați de mentalitatea partidului comunist". La începutul anilor 1990, Rebengiuc a simpatizat cu opoziția liberală și, fără a-și formaliza afilierea, a candidat la alegerile pentru Senat în alegerile din 1990. Rebengiuc a reflectat mai târziu: "Din fericire, nu am fost ales". Actorul a făcut public opțiunea sa față de monarhie: în aprilie 1992, a fost una din celebritățile care l-au primit pe Mihai I, regele detronat al României, în timpul vizitei sale.
În octombrie 1996 Rebengiuc este înștiințat de conducerea Teatrului Bulandra, prin directorul Virgil Ogășanu, că Teatrul Bulandra încetează orice colaborare cu el pentru „comportament și etică profesională necorespunzătoare: jignirea publicului spectator”. Într-un interviu din Adevărul Rebengiuc explică motivul ruperii colaborării: în timpul unui spectacol s-a anunțat că reprezentația respectivă este oferită de PDSR pensionarilor din București. Victor Rebengiuc a ținut să adauge, de pe scenă: „Eu joc pentru Convenția Democrată”.
În perioada 2003-2004, Rebengiuc a fost afiliat cu partidul minor Uniunea pentru Reconstrucția Română (URR). Mai târziu el a spus: "A fost o propunere politică în care am crezut. URR ar fi putut fi o schimbare a clasei politice."  El a arătat că motivele sale de a se despărți de grup a fost eșecul partidului de a câștiga popularitate, neatingând numărul necesar de voturi pentru a intra în Parlament în timpul alegerilor din 2004.

### Activist al societății civile
Din 2002, Rebengiuc a fost membru al organizației non-guvernamentale "Asociația Revoluționarilor fără Privilegii", alături de Ion Caramitru, Dan Pavel, Radu Filipescu și alții. Referindu-se la obiectivul din spatele acestui grup, Filipescu afirmă: "Asociația a fost înființată ca o reacție la organizațiile foarte active ale revoluționarilor, care erau în mare parte activi în solicitarea câștigurilor materiale. În cele din urmă, situația a apărut atunci când aderarea la o asociație de revoluționari a avut ca scop urmărirea câștigurilor materiale, a privilegiilor". De asemenea, Rebengiuc este membru al Grupului pentru Dialog Social (GDS), o platformă pentru intelectualii reformatori. Începând cu anul 2005, el a fost, împreună cu colegul său revoluționar Mircea Diaconu, unul dintre cei doi actori din cei 48 de membri ai săi.
El a ales să se retragă din politica românească, declarând în 2008: "Nu mai văd sensul implicării mele de vreme ce nu pot merge până la capăt cu opțiunea mea pentru cineva. Nu cred în nici unul dintre cei pe care aș putea să-i aleg în acest moment și atunci prefer să stau deoparte". Mărturisind că nu mai citește ziarele și nu se mai uită la talk show-uri el se declară "dezgustat" de clasa politică. În ciuda retragerii sale, el și-a pus numele pe un set de inițiative care presupun un rol politic. În martie 2006, actorul a exprimat un apel public semnat de 30 de organizații non-guvernamentale și peste 230 de persoane publice, prin care a cerut președintelui Traian Băsescu să condamne regimul comunist în spiritul Proclamației de la Timișoara.
Parțial ca urmare a acestui apel, șeful statului a instituit Comisia prezidențială pentru studiul dictaturii comuniste din România, condusă de istoricul Vladimir Tismăneanu, care a produs un raport citit de președinte în Parlament. Criticile față de raport au fost exprimate în mod deosebit de către grupurile de opoziție: social-democrații, Partidul Conservator și Partidul România Mare. În februarie 2007, când forțele parlamentare au votat în favoarea unui referendum împotriva lui Băsescu, Rebengiuc s-a alăturat lui Tismăneanu și altor 48 de intelectuali, semnând o scrisoare deschisă care condamnă această mișcare. Ei au susținut că o astfel de reacție a fost posibilă prin "atacurile concertate ale celor care și-au simțit clătinate afacerile, impunitatea, posibilitatea perpetuării statului oligarhic postcomunist". Atenționând că, odată cu destrămarea Alianței pentru Justiție și Adevăr, acest tip de reacție a fermentat "o criză politică", ei au sprijinit, de asemenea, obiectivele declarate ale lui Băsescu de a elimina corupția și de a acorda publicului deschiderea arhivelor poliției secrete comuniste, Securitatea. Alți semnatari ai scrisorii au inclus pe: Gabriel Liiceanu, Sorin Ilieșiu, Mircea Mihăieș, Dan C. Mihăilescu, Mircea Cărtărescu, Magda Cârneci, Horia-Roman Patapievici, Șerban Rădulescu-Zoner, Andrei Oișteanu, Ruxandra Cesereanu, Dan Perjovschi, Alexandru Zub, Virgil Nemoianu, Adriana Babeți, Livius Ciocârlie, Andrei Cornea, Sabina Fati, Florin Gabrea, Andrei Pippidi, Dan Tapalagă, Sever Voinescu, Florin Țurcanu, Hannelore Baier și Traian Ungureanu.
În ianuarie 2007, Rebengiuc și Perjovschi au discutat despre problemele politicii culturale, protestând împotriva Centrului de producție a cinematografiei: împreună cu actorul Florin Piersic Jr, regizorul Radu Afrim și criticii Mihai Chirilov, Alex Leo Șerban, Marius Chivu și Daniel Cristea-Enache, au susținut o petiție online care a condamnat instituția pentru decizia de a acorda finanțare proiectelor controversatului regizor Sergiu Nicolaescu și pentru faptul că nu a finanțat tinerii regizori apreciați internațional precum Cristi Puiu și Thomas Ciulei. Trei ani mai târziu, în cadrul Festivalului de Film Transilvania, Rebengiuc a fost vocea care a exprimat un protest public al profesioniștilor din domeniul cinematografiei împotriva proiectului de lege al lui Nicolaescu, care viza modificarea criteriilor de finanțare publică pentru filme. Protestul lor, denumit "Proclamatia de la Cluj", a obținut sprijinul regizorului german Wim Wenders.
Rebengiuc a fost, de asemenea, purtătorul de cuvânt al unei campanii lansate de Realitatea TV în 2009 și intitulată "Noi vrem respect". Scopul acesteia era schimbarea moralei și atitudinilor românilor. Într-un film promoțional care stă la baza campaniei, Rebengiuc a afirmat că a simțit solidaritatea cu viziunea Realitatea TV, fiind motivat în această privință de ceea ce a văzut ca o scădere generală a standardelor în societatea românească. Participarea sa la proiect a fost subiectul criticilor: unii comentatorii au susținut că postul folosea sloganul în bătălia politică care a condus la alegerile din 2009, reflectând astfel opțiunea patronului televiziunii, Sorin Ovidiu Vântu pentru partidele și sindicatele anti-Băsescu.
Jurnalistul și academicianul Bogdan Iancu, care a intrat într-o polemică cu Realitatea cu privire la chestiunea sprijinului politic ascuns, a sugerat că a existat un contrast între poziția lui Rebengiuc din timpul Revoluției (episodul hârtiei igienice) și credibilitatea lui împrumutată pentru "manipularea inteligent ambalată în discursul suav al responsabilității sociale". În contrast, scriitorul Cezar Paul-Bădescu a găsit campania "laudabilă", descriind-o ca începutul unei "revoluții morale" și crezând că rolul lui Rebengiuc a fost "ca de obicei, extraordinar", dar observând că Realitatea nu a reușit să mențină jurnalistic standardul pe care îl promovează implicit.
În 2017, actorul în vârstă de 84 de ani a transmis mesaje de susținere manifestanților care au protestat față de proiectul PSD-ALDE de modificare a Codului penal și grațierea unor pedepse: "Vreau să le spun că-i iubesc foarte tare, le admir determinarea și regret că nu pot să fiu alături de ei, vârsta nu-mi permite, nu pot să stau multă vreme în picioare și din cauza asta nu sunt prezent și eu acolo, pentru că altfel aș fi fost acolo, așa cum am mai fost de-atâtea ori, în alte ocazii. Îi iubesc din suflet și le urez tărie, forță și determinare. Până la capăt"."  La 86 de ani, în iunie 2019, a protestat în Piața Victoriei împreună cu alți actori, nemulțumiți de tăierile bugetare și de concedierile de la instituțiile de cultură. La alegerile prezidențiale în România din 2025, Rebengiuc a donat bani campaniei lui Nicușor Dan.

## Premii
- 1976: Premiul ACIN pentru interpretare masculină în Tănase Scatiu
- 1987: Premiul ACIN pentru interpretare masculină în Moromeții și Pădureanca
- 1988: Premiul Costinești pentru interpretare masculină în Moromeții
- 1992: Premiul UCIN pentru interpretare masculină în rol secundar în Balanța
- 1993: Premiul pentru Cel mai bun actor în rol principal pentru rolurile Svetlovidov și Smirnov în spectacolul Comedii… comedii, la Teatrul Odeon, București, și Iosef Kaplan în Forma mesei, la Teatrul Bulandra, București[57]
- 2003: Premiul UNITER pentru întreaga activitate
- 2004: Premiul de Excelență acordat de TIFF
- 2004: Premiul special al juriului de scurtmetraj Anonimul pentru Un cartuș de Kent și un pachet de cafea și Boborul
- 2009: Premiul UNITER pentru Cel mai bun actor în spectacolul Moartea unui comis voiajor
- 2010: Premiul TIFF pentru cea mai buna interpretare în Medalia de onoare
- 2010: Premiul UCIN pentru interpretare masculină în Medalia de onoare
- 2011: Premiul Gopo Cel mai bun actor în rol principal pentru Medalia de onoare
- 2013: Trofeul UCIN 50 de ani
- 2014: Premiul de Excelență acordat de UNITER, 2014
- 2014: Premiul Gopo Cel mai bun actor în rol principal pentru Câinele Japonez
- 2014: Trofeul de excelență la Festivalul Internațional de Film Comedy Cluj
- 2015: Premiul Academic acordat de UCIN
- 2017: Premiat pentru ”Talent și verticalitate”, la Gala News.ro
- 2018: Premiul UNITER pentru Cel mai bun actor în spectacolul Regele moare
- 2022: Premiul Gopo pentru întreaga carieră
- 2023: Premiul UNITER pentru Cel mai bun actor în spectacolul Tatăl

## Distincții
- Ordinul Muncii clasa a III-a (10 august 1964) „pentru merite deosebite în opera de construire a socialismului, cu prilejul celei de a XX-a aniversări a eliberării patriei”[58]
- Ordinul Meritul Cultural clasa a IV-a (6 noiembrie 1967) „pentru merite deosebite în domeniul artei dramatice”[59]
- Doctor Honoris Causa al Universității de Artă Teatrală și Cinematografie (UNATC) (2008)[60]
- Ordinul Național „Pentru Merit” în grad de Mare Cruce (2000)[61]
- Ordinul Național „Steaua României” în grad de cavaler (18 octombrie 2017)[62]
- Ordinul de Onoare conferit de către președinta Republicii Moldova, doamna Maia Sandu (septembrie 2024) „În semn de înaltă apreciere a dăruirii profesionale de-a lungul impresionantei cariere, pentru contribuție substanțială la dezvoltarea și promovarea teatrului, cinematografiei și radioteleviziunii românești, pentru interpretarea inconfundabilă a unor roluri menite să descopere personaje emblematice din literatura română și universală, precum și pentru implicare activă la consolidarea dialogului cultural dintre Republica Moldova și România”[63]
- Decorația „Nihil Sine Deo” din partea regelui Mihai I

## Roluri înteatru
- Dincă - Bălcescu de Camil Petrescu, regia Aura Buzescu (1955)
- Petre - Citadela sfărâmată de Horia Lovinescu, regia Aura Buzescu (1955)
- Al doilea plutonier - Tragedia optimistă de Vsevolod Vișenski, regia Ion Cojar, Aura Buzescu, Vlad Mugur (1955)
- Contele Almaviva - Bărbierul din Sevilla de Pierre Beaumarchais, regia Vlad Mugur, Teatrul Național Craiova (1956)
- Jack Worthing - Ce înseamnă să fii onest de Oscar Wilde, regia Vlad Mugur, Teatrul Național Craiova (1956)
- Jim Curry - Omul care aduce ploaia de R. Nash, regia Liviu Ciulei (1957)
- Pierre - Nebuna din Chaillot de Jean Giraudoux, regia Liviu Ciulei (1957)
- Walter Lee - Un strugure în soare de Lorraine Hansberry, regia Lucian Pintilie (1961)
- Orlando - Cum vă place de William Shakespeare, regia Liviu Ciulei (1961)
- Voghin - Copiii soarelui de Maxim Gorki, regia Liviu Ciulei și Lucian Pintilie (1961)
- Bolkonski - Război și pace de E. Piscator, după Lev Tolstoi, regia Dinu Negreanu (1962)
- Stanley - Un tramvai numit dorință de T. Williams, regia Liviu Ciulei (1965)
- Brutus - Julius Caesar de William Shakespeare, regia Liviu Ciulei (1968)
- Kurt - Play Strindberg de Fr. Dürrenmatt, regia Radu Penciulescu (1971)
- Higgins - Pygmalion de G. B. Shaw, regia Moni Ghelerter (1974)
- Bubnov - Azilul de noapte de Maxim Gorki, regia Liviu Ciulei (1975)
- Caliban - Furtuna de William Shakespeare, regia Liviu Ciulei, Teatrul Bulandra București, 1978
- Tipătescu - O scrisoare pierdută de I. L. Caragiale, regia Liviu Ciulei (1979)
- Astrov - Unchiul Vania de Anton Pavlovici Cehov, regia Alexa Visarion (1985)
- Fundulea - Visul unei nopți de vară de William Shakespeare, regia Liviu Ciulei, premiul UNITER (1991)
- Oratio - Teatrul comic de Carlo Goldoni, regia Silviu Purcărete (1992)
- Goering - Mephisto de Horia Garbea după K. Mann, regia Alexandru Darie (1993)
- Pelasgos - Danaidele după Eschil, regia Silviu Purcărete (1995)
- Alfred - Vizita bătrânei doamne de Friedrich Dürrenmatt, regia Felix Alexa 1993)
- Dodge - Copilul îngropat de Sam Shepard, regia Cătălina Buzoianu, premiul UNITER (1996)
- Pierre de la Manque - Petru de Vlad Zografi, regia Cătălina Buzoianu (1998)
- Lear - Regele Lear de William Shakespeare, regia Dragoș Galgoțiu (1999)
- Marat - De Sade de Peter Weiss, regia Silviu Purcărete (2000)
- Claudius - Hamlet de William Shakespeare, regia Liviu Ciulei, Teatrul Bulandra București, 2000
- Serebreakov - Unchiul Vania de Anton Pavlovici Cehov, regia Yuriy Kordonskiy, Teatrul Bulandra București, 2001
- Fetisov - Colonelul Pasăre de Hristo Boicev, regia Alexandru Dabija,Teatrul Bulandra București,  2001
- Jevakin - Căsătoria de Gogol, regia Yuriy Kordonskiy, Teatrul Bulandra București, 2003
- Victor Rebengiuc - Top Dogs (Șomeri de lux) de Urs Widmer, regia Teodora Herghelegiu, Teatrul Arca București, 2004
- Tatăl- Șase personaje în căutarea unui autor de Luigi Pirandello, regia Liviu Ciulei, Teatrul Bulandra București, 2005
- Preobrajenski - Inimă de câine de Mihail Bulgakov, regia Yuriy Kordonskiy, Teatrul National I. L. Caragiale, 2005
 premiul UNITER (2005)
- Domnul Rice - Molly Sweeny de Brian Friel, regia Alexandru Dabija, Teatrul Bulandra București, 2006
- Monsieur Jourdain/Domnul Jurdănescu - Burghezul gentilom după J.B.P. Moliere, regia Petrică Ionescu, Teatrul Național I. L. Caragiale, 2006
- Joe Keller - Toți fiii mei după Arthur Miller, regia Ion Caramitru, Teatrul Național I. L. Caragiale, 2009
- Regele - Regele moare după Eugen Ionescu, regia Andrei și Andreea Grosu, Teatrul Național I. L. Caragiale, 2017
- André - Tatăl, de Florian Zeller, regia Cristi Juncu, Teatrul Bulandra, București, 2022

## Filmografie
- 1 Aprilie (1958) - Misu
- Furtuna (1960)
- Darclée (1960)
- Mîndrie (1961)
- A fost prietenul meu (1961)
- Omul de lînga tine (1961)
- Poveste sentimentală (1961)
- Cinci oameni la drum (1962)
- Pisica de mare (1963)
- Pădurea spînzuraților (1965) - Bologa
- Nay-dalgata nosht - Cea mai lungă noapte (1967)
- Ifigenia în Taurida (1967)
- Regizorul (1968) - el insusi
- Surorile Boga (1968)
- Cadou (1969) (TV)
- Ofițerul recrutor (1969) - Capitanul Plume
- Castelul condamnaților (1970) - Vasiliu
- Cazul Pinedus (1970)
- Diavolul și bunul Dumnezeu (1970)
- Trenul blindat (1972)
- Ziariștii (1972) - Pamfil
- Zestrea (1973) - Doru
- Conspirația (1973) - legionarul Horia Baniciu
- Departe de Tipperary (1973) - legionarul Horia Baniciu
- 7 zile (1973)
- Capcana (1974)
- Pescărușul (1974) - Boris Trigorin
- Zidul (1975) - ofițer SS
- Cantemir (1975) - La Mare
- Mușchetarul român (1975) - La Mare
- Scrisori apocrife' (1975)
- Tănase Scatiu (1976) - Tănase Sotirescu zis Scatiu
- O scrisoare pierdută (1977) - Ștefan Tipătescu
- Uitarea (1977)
- Buzduganul cu trei peceți (1977) - Mihai Viteazul
- Profetul, aurul și ardelenii (1978) - „profetul” Ezekiel Waltrope
- Doctorul Poenaru (1978) - doctorul Mitică Poenaru
- Cianura... și picătura de ploaie (1978) - maiorul Luca
- Mai presus de orice (1978)
- Un om în loden (1979) - Dan Stamatiad
- Punga cu libelule (1981) - von Klass
- Ștefan Luchian (1981)
- De ce trag clopotele, Mitică? (1981) - Iancu Pampon
- Orgolii (1982) - acad.prof.dr. Ion Cristian
- Înghițitorul de săbii (1982)
- Un echipaj pentru Singapore (1982) - Grigore Olteanu
- O scrisoare pierdută (spectacol TV, 1982) - Ștefan Tipătescu
- Faleze de nisip (1983)
- Emisia continuă (1984) - vocea crainicului radio
- Dreptate în lanțuri (1984)
- Piciu (1985)
- Încrederea (1986)
- Punct... și de la capăt (1987)
- Pădureanca (1987) - Busuioc
- Moromeții (1987) - Ilie Moromete
- Stâlpii societății (1988)
- Secretul armei... secrete! (1989) - Împăratul
- Marea sfidare (1990)
- Moartea unui artist (1991) - sculptorul Manole Crudu
- Balanța, regia Lucian Pintilie (1992) - primarul satului
- Cel mai iubit dintre pămînteni (1993) - șeful de cadre
- Prea târziu (1996)
- Spitalul special (1996) - Directorul spitalului Burlacu
- Omul zilei (1997)
- Cortul (1998) - Marcu
- Terminus Paradis (1998) - Grigore Cafanu
- Viata de câine (1998) - lectura comentariului
- Kínai védelem /Apărarea chineză (1999)
- Transilvania. Istorie, legenda si mister (2001) - narator
- Tandrețea lăcustelor (2002) (TV) - Jorj
- Niki Ardelean, colonel în rezervă (2003) - Niki Ardelean
- Raport despre starea națiunii (2004)
- Un cartuș de Kent și un pachet de cafea (2004) - tatal
- Boborul (2004)
- Hacker (2004) - Dl. Codrescu
- Marele jaf comunist (2004) - lectura
- Tertium non datur (2005) - general român
- Lacrimi de iubire (2006) - Tomiță
- După ea (2006) - Nea' Petrica
- La urgență, serial TV (12 episoade, 2006-2007)
- Cu un pas înainte (2007) - Paul Steiner (5 episodes, 2007)
- Youth Without Youth / Tinerețe fără tinerețe (2007)
- Nunta mută (2008)
- La nouvelle vague du cinema roumain / Noul val din filmul românesc (2008) - el însuși
- Contra timp (2008) - procuror șef Iacob
- Contra timp 2 (2009) - Iacob
- Medalia de onoare (2009) - Ion I. Ion
- Deasupra tuturor (2009), dublaj de voce
- Fotografia (2010)
- Marți, după Crăciun (2010) - Nucu
- Tatăl fantomă (2011)
- Câinele japonez (2013), regia Tudor Cristian Jurgiu
- Cu lapte, fără zahăr (scurtmetraj) (2014), regia Răzvan Macovei și Andrei Florescu[64]
- Mecanica nostalgică a întâmplărilor (2014) - Pensionarul
- Aferim! (2014) - meșterul Stan Paraschiv
- Deschide ochii (2015), serial TV - Horia Barbu
- Octav (2017) - Spiridon
- Charleston (2017) - tatăl Ioanei
- Pup-o, mă! 2: Mireasa nebună (2021) - bătrânul